# Basilisk (fabeldier)

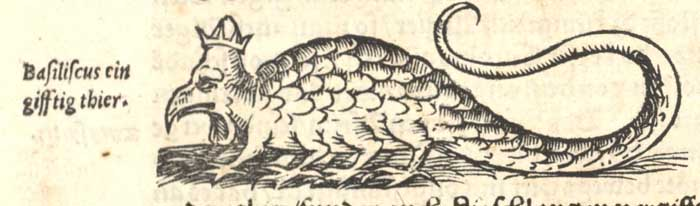
Basilisk, Münster, Cosmographia, 1544

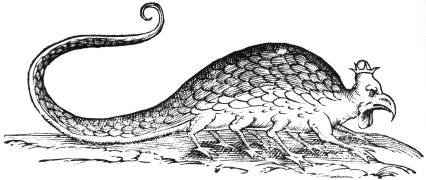
Afbeelding van Ulisse Aldrovandi, Monstrorum historia, 1642

Een basilisk, ook wel: koning der serpenten of slangenkoning,  is een mythisch reptiel, dat verwant zou zijn aan de slangdraak.

## Uiterlijk en ontwikkeling

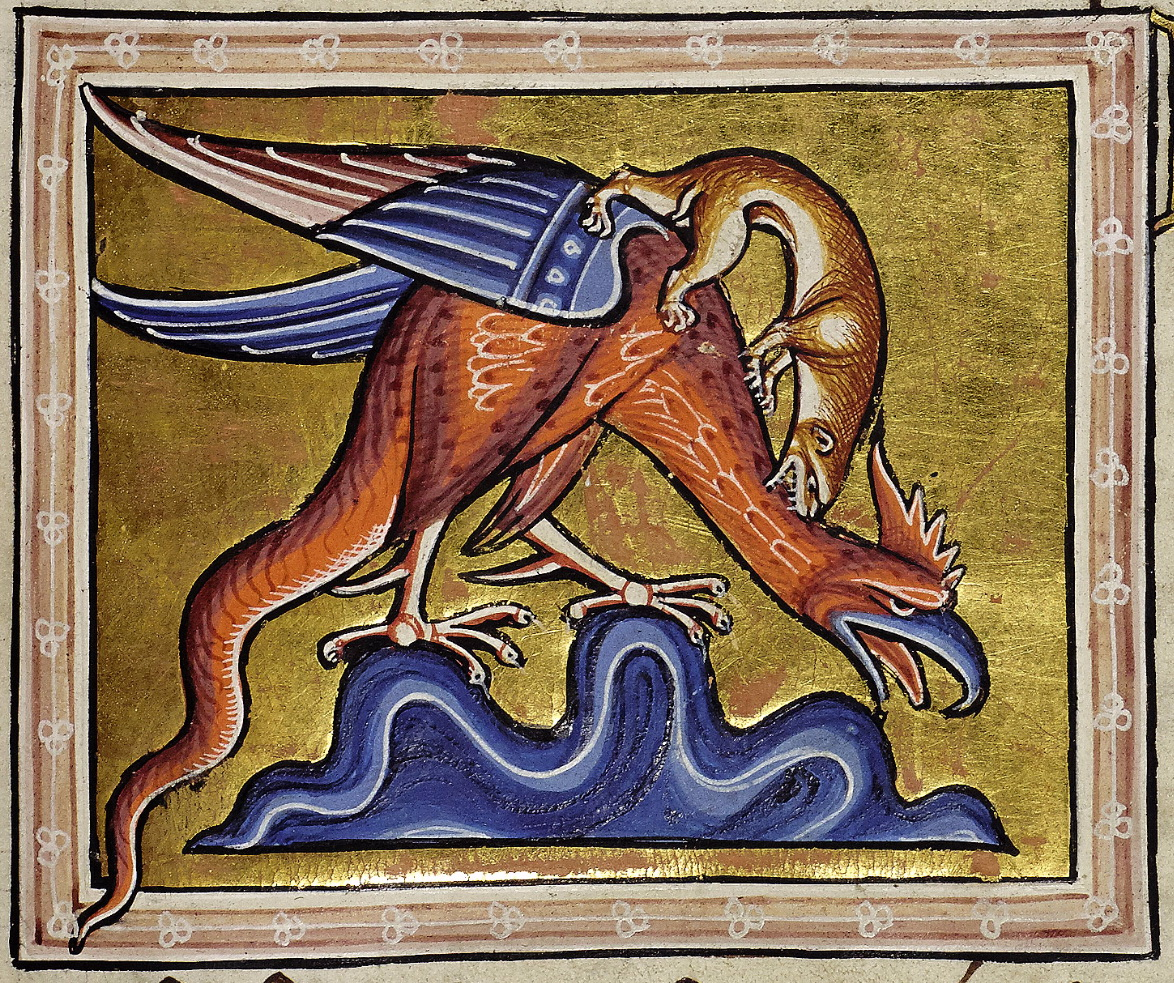
Afbeelding uit het bestiarium van Aberdeen, 12e eeuw

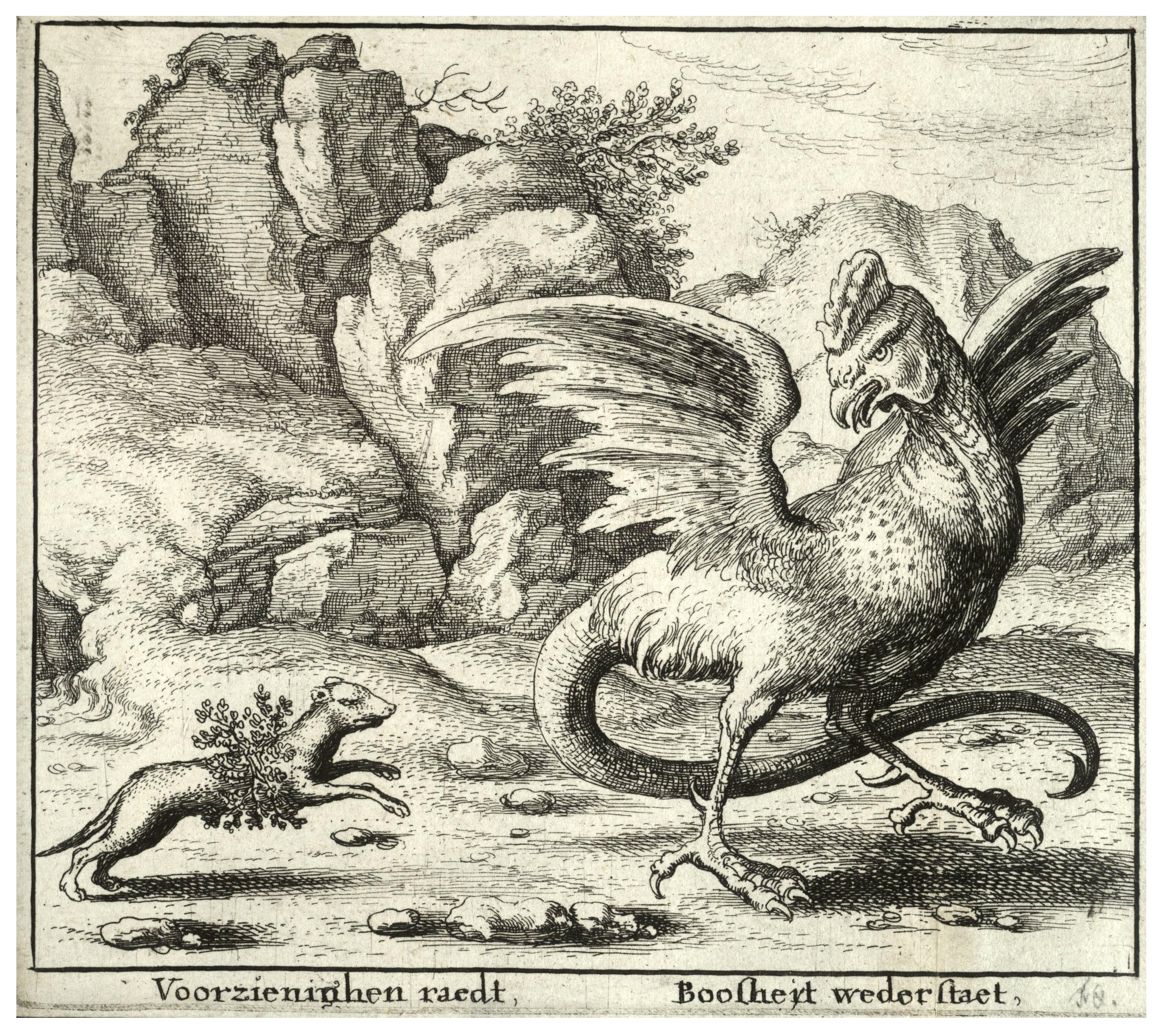
Wezel en basilisk, ca. 1607-1677

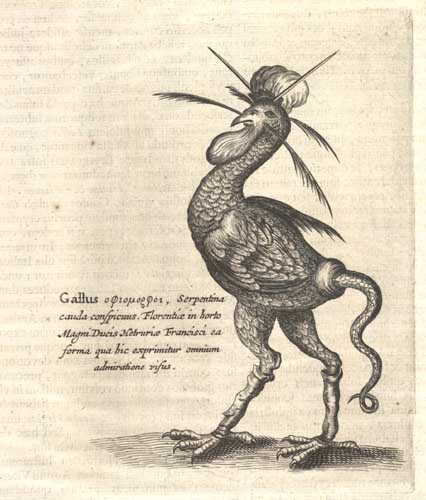
Hane-basilisk, ca. 1665-1664

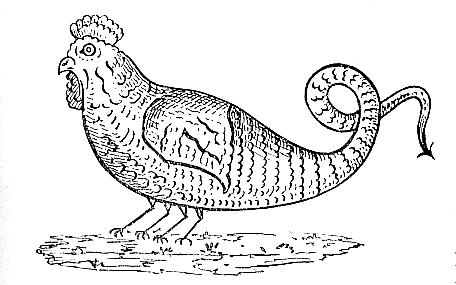
Basilisk, 1890

Oorspronkelijk was de basilisk een kruipend dier van ongeveer zestig centimeter dat het bovenste deel van zijn lijf rechtop hield. Plinius de Oudere beschrijft het dier als een slang met op het voorhoofd een witte vlek (die op een ster lijkt). Latere schrijvers maken er een half kip, half slang van (door een slang of schildpad uitgebroed).
In middeleeuwse documenten veranderde de basilisk richting een wyvern, een soort draak. Het dier kreeg vogelpoten (meestal twee, maar soms tot wel acht), een kronkelende staart met schubben, een hanenkop, vleugels en een slangentong. De basilisk was een dier uit de onderwereld, waardoor hij een afgrijselijke stank met zich meedroeg. Zijn ogen waren kwaadaardig geel. De basilisk ontwikkelde zich uiteindelijk tot de slangdraak.

## Mythe
De mythe stelt dat wie de blik van een basilisk ziet, sterft. Slechts drie levende dingen kunnen de dodelijke blik weerstaan: de wezel, de haan en wijnruit.
Een basilisk komt uit een leerachtig ei zonder schaal dat door een zeven jaar oude haan gelegd is op het moment dat de hondster Sirius opkomt. Het ei wordt uitgebroed door een pad of door een slang in de mest.
Een basilisk sterft als hij een haan hoort kraaien of zichzelf ziet in de spiegel.

## Basilisk in de oudheid
Het boek Pharsalia (IX.828-833) van Lucanus beschrijft hoe de soldaten van Cato door de woestijn van Libië trekken. Die woestijn zit vol met gifslangen die geboren zijn uit het bloed van Medusa. Wanneer een van de soldaten een basilisk met zijn speer doorsteekt, stroomt het gif langs de schacht tot aan zijn hand omhoog. De soldaat hakt dadelijk zijn snel afstervende hand af.

## Basilisk in de Bijbel
In de Statenvertaling van de Bijbel komt de basilisk voor:
- Jesaja 11:8 - En een zoogkind zal zich vermaken over het hol van een adder; en een gespeend kind zal zijn hand uitsteken in de kuil van den basilisk.
- Jesaja 14:29 - Verheug u niet, gij gans Palestina! dat de roede die u sloeg, gebroken is; want uit de wortel der slang zal een basilisk voortkomen, en haar vrucht zal een vurige vliegende draak zijn.
- Jesaja 30:6 - De last der beesten, van het zuiden, naar het land des angstes, en der benauwdheid, van waar de sterke leeuw en de oude leeuw is, de basilisk en de vurige vliegende draak; hun goederen zullen zij voeren op den rug der veulens, en hun schatten op de
- Jesaja 59:5 - Zij broeden basiliskus-eieren uit, en zij weven spinnenwebben; die van hun eieren eet, moet sterven, en als het in stukken gedrukt wordt, er berst een adder uit.
- Jeremia 8:17 - Want ziet, Ik zend slangen, basilisken onder ulieden, tegen dewelke geen bezwering is; die zullen u bijten, spreekt de HEERE.

De betekenis van het Hebreeuwse woord (צפע) is niet helemaal duidelijk, mogelijk heeft het met "sissen" te maken. Andere vertalingen geven het weer als "adder" (maar die legt geen eieren), "giftige slang", "serpent" of zelfs "aspis".

## Basilisk bij Jacob van Maerlant
In het boek van de bioloog avant la lettre Jacob van Maerlant, Dat seste boec van serpenten, een onderdeel van het beroemde boek Der naturen bloeme, wordt, naast de slang, de schildpad, de schorpioen en dergelijke, ook de basilisk vermeld als een van de 35 serpenten.

## Bazel

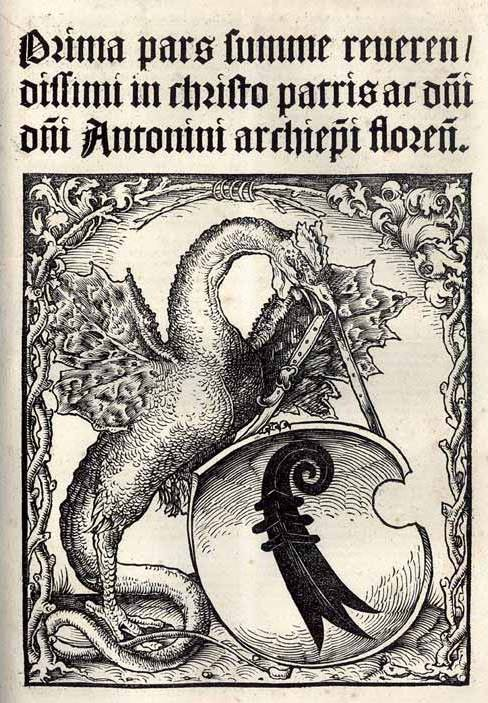
De basilisk als schildhouder van het wapen van de Zwitserse stad Bazel, ca. 1503 tot 1515

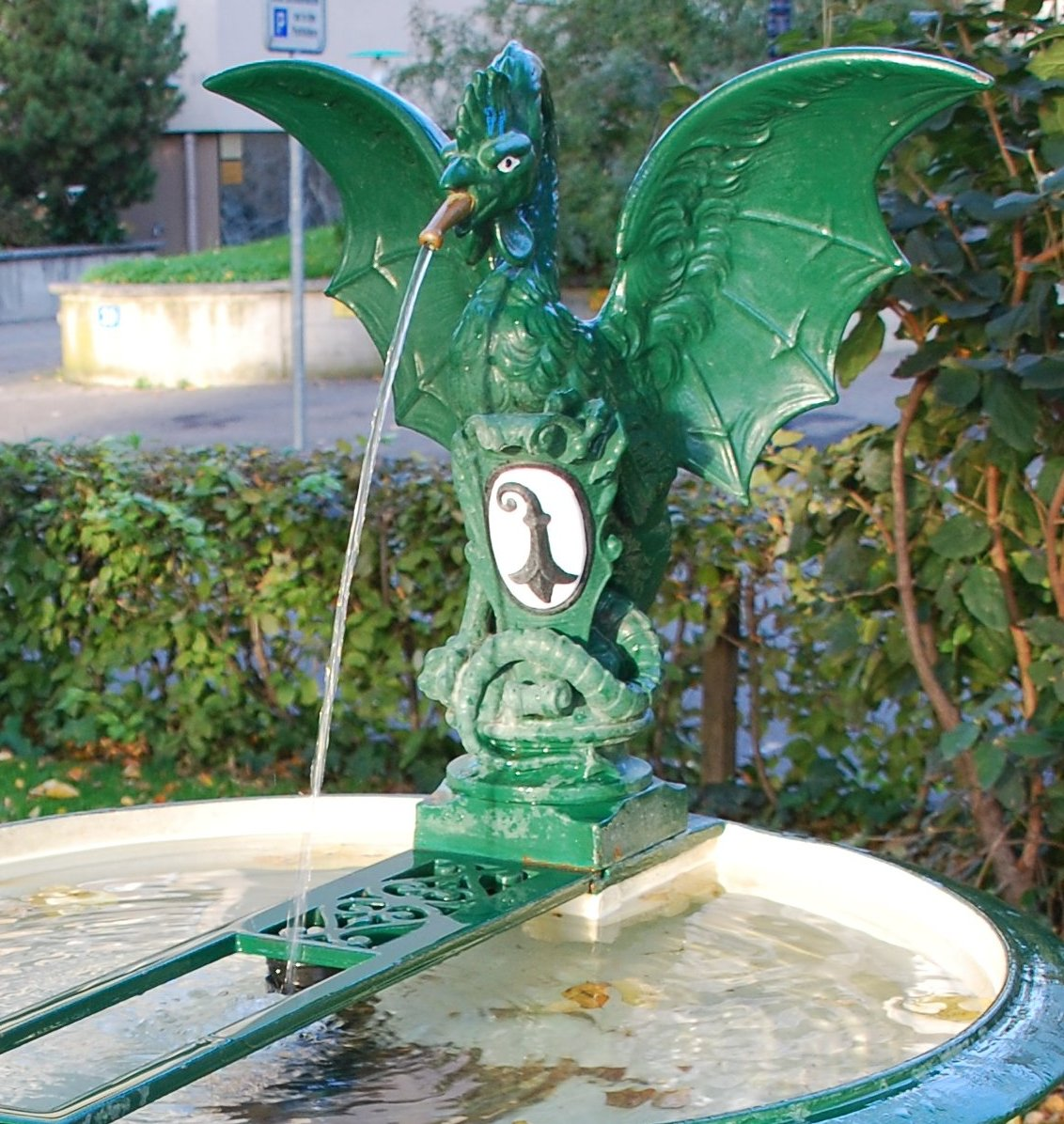
Een basilisk bij een bron in Bazel

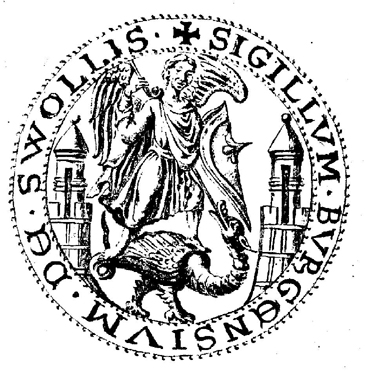
Stadszegel van Zwolle uit 1295 met Sint-Michael die een basilisk doodt

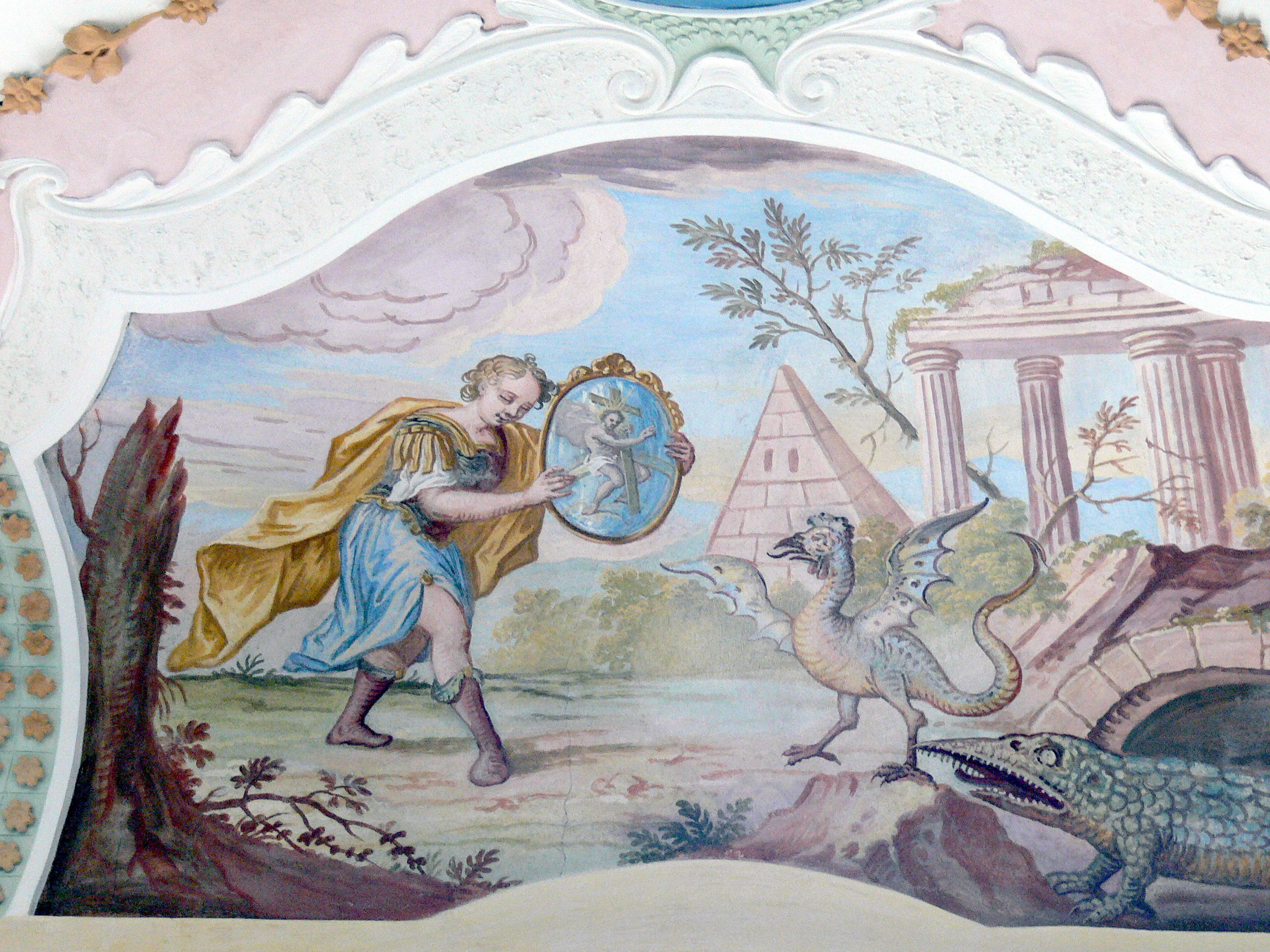
Afbeelding in de kerk van Wolframs-Eschenbach, Johann Michael Zinck, 1741

De basilisk is sinds 1440 schildhouder van het wapen van de Zwitserse stad Bazel.
Volgens de legende zou er bij de stichting van de stad in een grot een draak (basilisk) gewoond hebben, of volgens een andere versie zou een koopman een basilisk naar Bazel gebracht hebben. Vast staat dat in 1474 in Bazel een haan voor het gerecht als basilisk veroordeeld werd. 
De naam van de stad heeft waarschijnlijk niets met de basilisk te maken. Zowel de naam van het fabeldier als die van de stad zijn van het Griekse basileus (koning) afgeleid.

## Volksverhalen
Er zijn vele volksverhalen waarin de basilisk een rol speelt.
In Dokkum kwamen in 513 achttien mensen om door de basilisk. 
Negen eeuwen later dook het wezen op in Oldeboorn, toen daar een put gegraven werd. Uit de put kwam een verstikkende damp en de haantjes de voorsten kwamen om. Hier ging het om twaalf mannen, vier vrouwen en twee kinderen. Toen het daglicht op het wezen scheen, viel hij dood. Het staat beschreven in een kroniek van 1413. Als oorzaak werd de glasblazerij aangewezen, de glasblazer weigerde het achtste jaar zijn zaak te sluiten door hebzucht. 
In het begin van de twintigste eeuw werd een klein exemplaar gezien in een varkenshok in de Friese Wouden.
In Utrecht verrees een basilisk in een bierbrouwerij. Een man kwam om in de kelder en niemand waagde zich nog in eigen kelder, omdat de keldergewelven ondergronds verbonden zijn. Hier werd een uitgebroed hanenei als oorzaak gezien. In de Middeleeuwen werden hanen opgehangen. Een jongeman versloeg de basilisk met een spiegel voor zijn borst, het dier zag zijn eigen verderfelijke ogen en viel dood neer. Thea Beckman verwerkte dit verhaal in haar boek De val van de Vredeborch. 
Er zijn versies van het verhaal waar de basilisk werd aangetroffen in de herberg In de Gebraden Gans in de wijk Fortuin, deze herberg was naast de bierbrouwerij gelegen. Dit verhaal komt ook voor bij Stuttgart.
In Wenen heeft een basilisk die zich in 1212 in een put onder een bakkerij bevond veel opzien gebaard. De stank uit de put werd aan een basilisk toegeschreven. Moderne geologen schrijven het verschijnsel toe aan onaangenaam riekende grondlagen.

## Trivia
- De naam basilisk is afkomstig van het Griekse woord voor koning, basileus. Basiliskos betekent onderkoning.
- Er is ook een echt bestaand dier dat basilisk heet.
- In de film Harry Potter En De Geheime Kamer komt de Basilisk voor als een reusachtige slang.